# Michel Berson
Pour les articles homonymes, voir Berson (homonymie).
Michel Berson, né le 21 avril 1945 à Goussainville et mort le 8 avril 2021 à Villeneuve-Saint-Georges, est un homme politique français. Il est sénateur, député, président du conseil général de l'Essonne et maire de Crosne.

## Biographie
Michel Marie Paul Berson est né le 21 avril 1945 à Goussainville dans le Val-d'Oise. Titulaire d’un doctorat d’économie financière de la faculté de Lille, Michel Berson exerçait la fonction de cadre dans un établissement bancaire avant sa retraite.
Il meurt le 8 avril 2021 d'un cancer à l'hôpital de Villeneuve-Saint-Georges,.

### Carrière politique
Michel Berson est élu maire de Crosne en 1977 puis député de l'Essonne dans l’ancienne 1re circonscription en 1981. En 1986, il est élu député de l’Essonne sur la liste départementale du parti socialiste, et réélu député de la nouvelle huitième circonscription de l’Essonne en 1988. À l'occasion des élections législatives de 1993, il est l'un des quelques députés socialistes à être réélu.
Élu conseiller général du canton d'Yerres en 1994, il perd son mandat de député en 1997, avant d'être élu, en 1998, président du conseil général de l'Essonne en choisissant d'abandonner son mandat de maire de Crosne. En 2001, il est élu conseiller général du canton d'Évry-Nord. Le 20 septembre 2011, il est exclu du Parti socialiste après avoir présenté une liste dissidente aux élections sénatoriales contre la liste d’union de la gauche. Il est néanmoins élu sénateur de l'Essonne le 25 septembre suivant.
Il parraine le candidat En marche ! Emmanuel Macron pour l'élection présidentielle 2017, et, s'étant présenté dernier de la liste « L'Essonne qui se bat ! » (Divers gauche) aux élections sénatoriales de 2017 dans l'Essonne, n'est pas élu. Il annonce prendre sa retraite politique en octobre 2017.

## Synthèse des fonctions politiques

### Parlementaire
Michel Berson est élu député de l'Essonne (ancienne première circonscription de l’Essonne) le 21 juin 1981 pour la VIIe législature (1981-1986). Il est réélu lors des élections législatives de 1986 organisées au scrutin proportionnel sur une unique circonscription départementale pour la VIIIe législature (1986-1988). Il est à nouveau élu député de la huitième circonscription de l’Essonne pour la IXe législature (1988-1993) puis pour la Xe législature jusqu’au 21 avril 1997.
Le 25 septembre 2011, Michel Berson est élu sénateur de l’Essonne sur une liste divers gauche et est apparenté au groupe socialiste.

### Mandats locaux
Michel Berson est élu maire de Crosne en mars 1977. Il conserve ce mandat jusqu’à sa démission, le 22 mars 1998 à la suite de son élection comme président du conseil général de l'Essonne.
En 1994, Michel Berson est élu au conseil général de l'Essonne. En 1997, il prend la tête du groupe socialiste avant, un an plus tard, de contribuer à renverser cette citadelle de droite et d’en garder la présidence pendant treize ans (1998-2011). Redevenu simple conseiller, il démissionne de son mandat en janvier 2014.

## Décorations et récompenses
Michel Berson est  élevé au grade de  Chevalier de la Légion d'honneur le 8 avril 1998. Il est aussi  Chevalier de l'ordre des Palmes académiques.[réf. nécessaire]